# 姫氏怒唎斯致契
姫氏怒唎斯致契（きし ぬりしちけい、生没年不詳）は、百済の使者。『日本書紀』欽明十三年十月条によると、欽明天皇十三年（552年）に百済聖明王の国使として仏像と経典等を携えて来日し、日本に仏教をもたらしたという。ただし、「仏教伝来の年次には諸説があり、怒唎斯致契の実在性もさだかでない」と指摘されている。怒唎斯致契とも。百済での官職は「達率」。

## 姫氏怒唎斯致契の出自
韓国の『韓国民族文化大百科事典』は、怒唎斯致契は、百済聖明王の使者として日本に仏教を伝授した貴族…百済聖明王の命により、仏像と経典等を日本に齎し、天皇は大喜びし、日本に仏教が伝来した、と説明している。
しかし、百済人の姓氏は、紀元前2世紀以来の濊や8世紀以降の統一新羅のような中国式姓名への改称はなく、固有語名を使用し続けた。朝鮮古代史学者の金昌錫や全徳在は、怒唎斯致契の姓氏が「姫氏」（「姫氏」の「氏」は敬称。「蘇我氏」「中臣氏」など）という漢姓である事実に基づき、百済に帰化していた中国人と主張している。
また、韓国の『斗山世界大百科事典』も、『日本書紀』には、怒唎斯致契の姓氏が「姫氏」と記されており、百済聖明王が天皇に送ったという「表」も後代に付け加えられたものと疑われており、また、日本に仏教が伝来した時期も多様な学説が存在するため、怒唎斯致契の実在性は確認できない、と説明している。
姓氏が「姫氏」であるため、中国周の天子の後裔という指摘もある（中国周の国姓は姫）。

## 考証
『日本書紀』欽明十三年十月条によると、百済聖明王は使者を遣わして仏像、経典等を天皇に献じ、「表」を添えて礼拝弘通をすすめたとされるが、この記事は、問題点が指摘されている。
1. 使者の「西部姫氏達率怒唎斯致契」という人名記載の問題。「西部」は百済五部の一つであるが、百済五部には王都内と王都外の二種があり、「西部」は都外の五部（方）に属す。『日本書紀』の百済人名記載例では、都外の五部を帯する人名がでるのは斉明天皇元年（655年）条以後であり、ここに「西部」がでてくることは不自然である[12]。
2. 「姫氏」という姓氏が他に全く所見しないばかりでなく、姓氏は官位の次に記すのが普通である。「達率」は、百済の官位十六階のうちの第二位であり、そのような高官が日本に派遣されるのは6世紀に例がなく、百済の国家存亡が危急を告げる7世紀になってみられるものであり、「西部姫氏達率怒唎斯致契」の人名記載及び官位や五部の称号は、後世の観念で付加された可能性が高い[12]。
3. 聖明王が天皇に送った「表」の問題。数田年治、飯田武郷、藤井顕孝が指摘したように、この「表」が『金光明経』の如来寿量品や四天王護国品に基づいて書かれていることは明白であり、『金光明経』は、唐の義浄が703年に訳出したものであり、それより150年以前の聖明王が利用することは不可能である。この「表」は、703年に長安で訳出された『金光明経』が、日本に伝えられたのち、参照して日本で書かれた[12]。
4. 井上薫は、702年に入唐し、718年に帰朝した道慈が『金光明経』を日本に将来したと擬し、帰朝後の道慈が『日本書紀』の編纂に関与して、問題の「表」を含む仏教伝来記事を述作したと推論した。井上薫の推論によると、道慈が記事を述作したのは、道慈が帰朝した718年12月以後、『日本書紀』が完成する720年5月以前の、僅か1年半たらずの間になる。以上から、『日本書紀』欽明十三年条記事には、『日本書紀』編纂時における造作や潤色が加えられている[12]。